# 28 tháng 12
Ngày 28 tháng 12 là ngày thứ 362 (363 trong năm nhuận) trong lịch Gregory. Còn 3 ngày trong năm.

## Sự kiện
- 457 – Majorianus đăng quang hoàng đế của đế quốc Tây La Mã và được Giáo hoàng Lêô I công nhận.
- 1065 – Tu viện Westminster được thánh hóa, song việc xây dựng chỉ được hoàn tất vào khoảng năm 1090.
- 1612 – Galileo Galilei trở thành nhà thiên văn đầu tiên trông thấy sao Hải Vương, song khi đó ông nhầm lẫn rằng đó là một hành tinh bất động.
- 1768 – Taksin đăng quang quốc vương của Xiêm tại cung Wang Derm ở tân đô Thonburi.
- 1885 – Đảng Quốc Đại Ấn Độ được thành lập tại Bombay, Ấn Độ thuộc Anh.
- 1836 – Bang Nam Úc và thành phố Adelaide được thành lập.
- 1836 – Tây Ban Nha công nhận nền độc lập của México.
- 1846 – Iowa được nhận làm bang thứ 29 của Hoa Kỳ.
- 1867 – Hoa Kỳ tuyên bố chủ quyền đối với rạn san hô vòng Midway, lãnh thổ đầu tiên bị thôn tính nằm bên ngoài giới hạn lục địa châu Mỹ.
- 1895 – Auguste và Louis Lumière trình chiếu phim lần đầu tiên cho các khán giả trả tiền tại Grand Cafe trên Đại lộ Capucines ở Paris, đánh dấu sự khởi đầu của rạp chiếu phim.
- 1895 – Nhà vật lý học người Đức Wilhelm Röntgen công bố một bài luận mô tả chi tiết về việc ông phát hiện ra một loại tia bức xạ mới, mà sau này được biết đến với tên gọi Tia X.
- 1908 – Động đất và sóng thần tấn công thành phố Messina trên đảo Sicilia của Ý, khiến ít nhất 70.000 người thiệt mạng.
- 1932 – Nguyễn Ái Quốc được thả tự do sau 18 tháng bị giam giữ trong nhà tù Hồng Kông, trong Vụ án Tống Văn Sơ.
- 1972 – Thủ tướng-Bí thư thứ nhất Đảng Lao động Triều Tiên Kim Nhật Thành trở thành Chủ tịch nước Triều Tiên.
- 2008 - Việt Nam vô địch AFF Suzuki Cup lần đầu tiên trong lịch sử
- 2010 – Mùa xuân Ả Rập: Các cuộc biểu tình quần chúng bắt đầu tại Algérie nhằm chống lại chính phủ.
- 2014 – Một máy bay của Indonesia AirAsia gặp nạn tại eo biển Karimata trên đường từ Surabaya đến Singapore, khiến toàn bộ 162 trên khoang thiệt mạng và mất tích.

## Sinh
- 833 – Lý Thôi, tức Đường Ý Tông, hoàng đế của triều Đường, tức 14 tháng 11 năm Quý Sửu (m. 873)
- 1848 – Konrad Ernst von Goßler, tướng lĩnh người Đức (m. 1933)
- 1856 – Woodrow Wilson, chính trị gia người Mỹ, tổng thống của Hoa Kỳ, đoạt giải Nobel (m. 1924)
- 1882 – Arthur Eddington, nhà thiên văn người Anh (m. 1944)
- 1894 – Hermanis Matisons, kỳ thủ người Latvia (m. 1932)
- 1897 – Ivan Koniev, tướng lĩnh quân đội tại Liên Xô, tức 16 tháng 12 theo lịch Julius (m. 1973)
- 1903 – John von Neumann, nhà toán học người Hungary-Mỹ (m. 1957)
- 1922 – Stan Lee, nhà văn người Mỹ
- 1928 – Hoàng Đan, sĩ quan quân đội người Việt Nam (m. 2003)
- 1930 - Ngô Hán Đồng, Chuẩn tướng Quân lực Việt Nam Cộng hòa (Mất 1972)
- 1934 – Maggie Smith, Diễn viên người Anh
- 1944 – Kary Mullis, nhà hóa học người Mỹ, giải thưởng Nobel
- 1946 – Mike Beebe, chính trị gia người Mỹ
- 1953 – Richard Clayderman, nghệ sĩ dương cầm người Pháp
- 1953 – Trip Hawkins, doanh nhân người Mỹ
- 1954 – Denzel Washington, Diễn viên người Mỹ
- 1955 – Lưu Hiểu Ba, nhà hoạt động chính trị người Trung Quốc, đoạt giải Nobel
- 1956 – Ngọc Lan, ca sĩ người Việt Nam-Mỹ (m. 2001)
- 1968 – Hoshide Akihiko, nhà du hành vũ trụ người Nhật Bản
- 1969 – Linus Torvalds, nhà lập trình người Phần Lan
- 1970 – Francesca Le, Diễn viên và đạo diễn phim khiêu dâm người Mỹ
- 1972 – Terajima Shinobu, Diễn viên người Nhật Bản
- 1972 – Patrick Rafter, vận động viên quần vợt người Úc
- 1978 - John Roger Stephens, ca sĩ, nhạc sĩ và diễn viên người Mỹ
- 1980 – Vanessa Ferlito, Diễn viên người Mỹ
- 1983 – Hạ Quân Tường, Diễn viên người Đài Loan
- 1986 – Tom Huddlestone, cầu thủ bóng đá người Anh
- 1990 – David Archuleta, ca sĩ-người viết ca khúc và Diễn viên người Mỹ
- 1990 – Marcos Alonso, cầu thủ bóng đá người Tây Ban Nha

## Mất
- 1446 – Giáo hoàng đối lập Clêmentê VIII (s. 1369)
- 1622 – Phanxicô đệ Salê, giám mục người Pháp được phong thánh (s. 1567)
- 1694 – Mary II, nữ vương Anh (s. 1662)
- 1703 – Mustafa II, sultan của Otoman (s. 1664)
- 1706 – Pierre Bayle, nhà triết học người Pháp (s. 1647)
- 1895 – Phan Đình Phùng, thủ lĩnh cuộc khởi nghĩa Hương Khê chống Pháp (1885–1896) (s. 1847)
- 1897 – Nguyễn Phúc Miên Lâm, tước phong Hoài Đức Quận vương, hoàng tử con vua Minh Mạng (s. 1832)
- 1925 – Nguyễn Thượng Hiền, nhà thơ, nhà hoạt động cách mạng người Việt Nam (s. 1868)
- 1925 – Sergei Aleksandrovich Yesenin, nhà thơ người Nga (s. 1895)
- 1937 – Maurice Ravel, nhà soạn nhạc người Pháp (s. 1875)
- 1947 – Vittorio Emanuele, quân chủ của Ý, Ethiopia, người Albania (s. 1869)
- 1963 – Paul Hindemith, nhà soạn nhạc người Đức (s. 1895)
- 1971 – Max Steiner, nhà soạn nhạc Mỹ gốc Áo, được mệnh danh là "cha đẻ nhạc phim"[1] (s. 1888)
- 1973 – Aleksandr Arturovich Rou, đạo diễn tại Liên Xô (s. 1906)
- 1975 – Lương Định Của, nhà nông học người Việt Nam (s. 1920)
- 1986 – Hoàng Khắc Thành, tướng lĩnh quân đội người Trung Quốc (s. 1902)
- 2016 – Debbie Reynolds, diễn viên, ca sĩ, vũ công người Mỹ (s. 1932)
- 2020 – Armando Manzanero, ca sĩ México (s. 1935)
- 2020 - Vân Quang Long Ca sĩ  người Mỹ gốc Việt  (s. 1979